# Rock-Forest–Saint-Élie–Deauville
Rock-Forest–Saint-Élie–Deauville – jedna z sześciu dzielnic miasta Sherbrooke. Obejmuje obszar włączonych do Sherbrooke w 2002 roku gmin Rock Forest, Saint-Élie oraz Deauville. Jest to największa pod względem powierzchni dzielnica Sherbrooke.
Rock-Forest–Saint-Élie–Deauville jest podzielona na 4 dystrykty:
- Deauvill
- Les Châteaux-d'Eau
- Rock Forest
- Saint-Élie.